# Jo van Nelsen

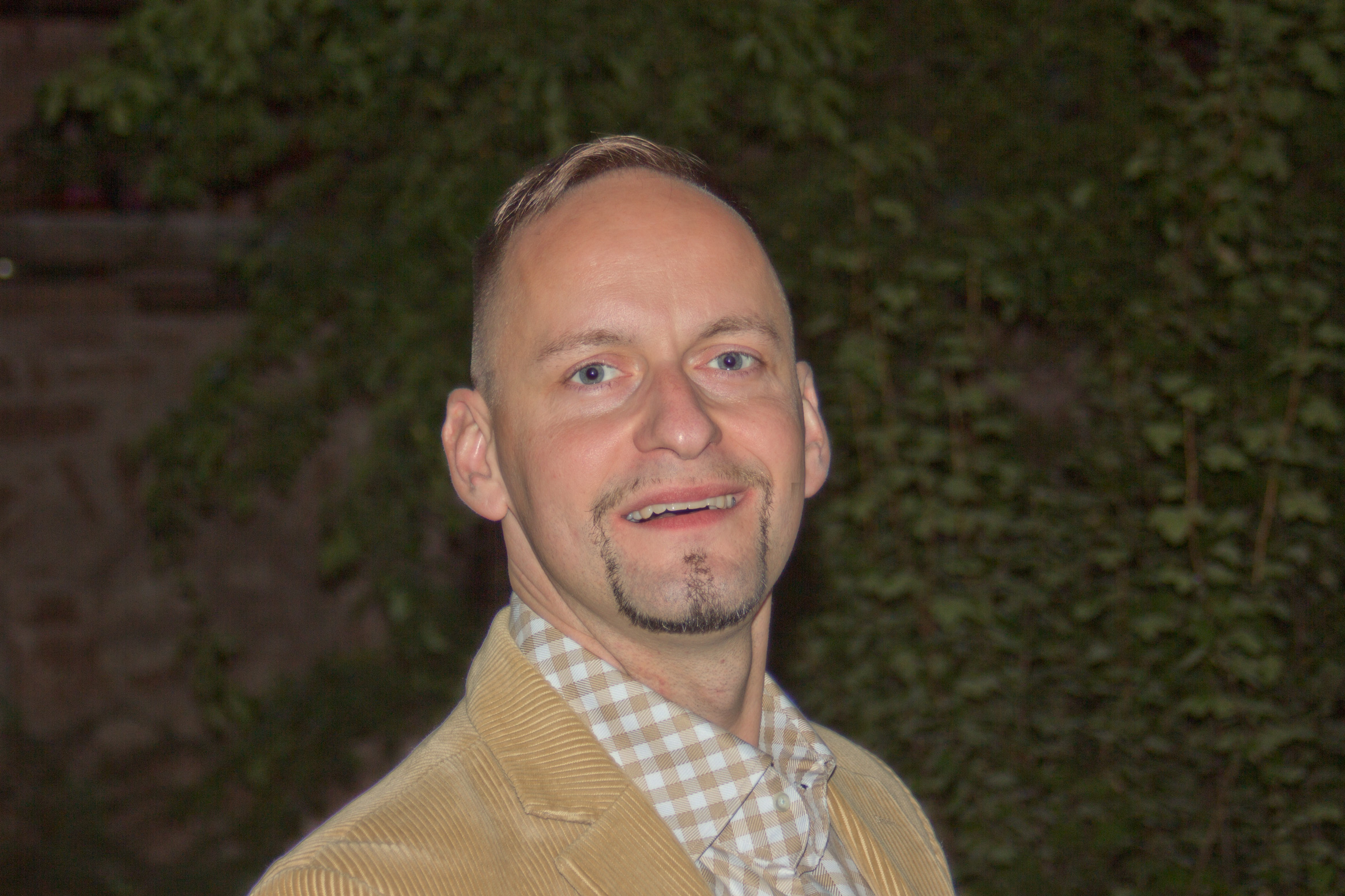
Jo van Nelsen (2011)

Jo van Nelsen (* 28. August 1968 in Bad Homburg vor der Höhe; eigentlich Jochen Bickert) ist ein deutscher Schauspieler, Chansonsänger und Regisseur.

## Leben
Nach dem Abitur am Kaiserin-Friedrich-Gymnasium in Bad Homburg begann van Nelsen 1988 eine Buchhändlerlehre. Von 1989 bis 1990 arbeitete er als Dramaturgie- und Regieassistent bei Rainer Mennicken am Schauspiel Frankfurt. Seit 1989 ist er als Chansonsänger, Schauspieler, Sprecher und Moderator/Conferencier in Deutschland und dem deutschsprachigen Ausland tätig; seit 1997 arbeitete er auch als Radiomoderator und Radio-/Printautor.
Von 1998 bis 2000 absolvierte er eine Ausbildung zum klassischen Bariton bei Wolfgang Grimm in Frankfurt am Main und bildete zur selben Zeit seine Sprechtechnik mit funktionalem Stimmtraining weiter.
Seit 2001 arbeitet Jo van Nelsen hauptsächlich als Regisseur. 1998 erhielt er die St. Ingberter Pfanne und den Wilhelmshavener Knurrhahn sowie 2001 den Thüringer Kleinkunstpreis für „Kitsch!“ 2007 erhielt er den Publikumspreis für die Regie von „Mythos Marlene“ in der Komödie im Marquardt, Stuttgart, sowie 2009 den Jurypreis beim Wettbewerb „Braunschweigs schönstes Liebeslied“ im Rahmen des European Minnesang Festival.
2021 wurde Jo van Nelsen für seine langjährige Arbeit in hessischer Mundart mit dem Künstlerpreis des „SPIRWES – Darmstädter Preis für Maulkunst und Lebensart“ geehrt.

## Programme
- 1989: „La nuit en rose“ (Chansonprogramm)
- 1990: „Lauter Lügen“ (Chansonprogramm)
- 1991: „Küß mich unterm Gummibaum – Die deutsche Nachkriegsrevue“ (Solorevue)
- 1993: „Die Nacht der Tribaden“ (Schauspiel von Per Olov Enquist; Rolle des Schiwe; P: Mainzer Kammerspiele; R: Claudia Wehner)
- 1994: „Jo van Nelsen singt und liest Friedhelm Kändler“ (Chansonprogramm)
- 1996: „In aller Heimlichkeit“ (Kändler-Chansonprogramm; R: Friedhelm Kändler)[4]
- 1998: „Kitsch! – Lieder und Texte entlang der deutschen Schmerzgrenze“ (R: Birgitta Linde)
- 1999: „Und tschüß! – Die 1.Abschiedstournee“ (Chansonprogramm)
- 2001: „Wir richten scharf und herzlich! – Eine Jahrhundertrevue des deutschen Kabaretts“ (Revue mit Cornelia Niemann, Sabine Fischmann und JvN; Regie und Zusammenstellung: Jo van Nelsen)
- 2002: „Bitte, erschieß deinen Gatten – Eine schwarze Revue“ (Revue mit Cornelia Niemann, Sabine Fischmann und Jo van Nelsen; Regie: Jo van Nelsen; Produktion: Burgfestspiele Bad Vilbel)
- 2003 Solo: „EASY oder Whatever happened to Barbie and Ken?“ (Easy-Listening-Kabarett mit Thorsten Larbig, Klavier; Premiere: 11. März 2003, Mousonturm, Frankfurt am Main)
- 2004 Solo: „Just Friends – Das Beste aus 15 Jahren“ (Chansonprogramm mit Thorsten Larbig)
- 2005 Solo: „GRÜN! Ein Abend für eine Farbe. Lieder.Texte.Absurditäten“ (Chansonprogramm mit Thorsten Larbig)
- 2006 Solo: „Was, Dir geht’s gut? – Ein musikalischer Wellness-Abend“ (Musikkabarett mit Thorsten Larbig)
- 2008 Solo: „Just Friends, vol. II“ (Chansonprogramm mit Thorsten Larbig, Klavier)
- 2009 Solo: „Wunschlos glücklich!“ (Musikkabarett mit Thorsten Larbig, Klavier; Premiere: 19. März 2009, Mousonturm, Frankfurt/M.)
- „Lametta, Gans und Siegerkranz – Ein skurriler deutsche Weihnachtsabend“ (Grammophonlesung)
- „Die Hesselbachs“ (Lesung)
- „Ich küsse Ihre Hand, Madame. Jüdische Künstler:innen auf Schellack“ (Grammophonlesung)
- „Ich bin so wild nach deinem Erdbeermund. Erotik. Texte. Lieder. Obst.“ (Chansonprogramm mit Bernd Schmidt, Klavier; Premiere am 16. September 2019, Holzhausenschlösschen, Frankfurt/M.)

## Diskografie (Auswahl)
- 1989: „Der Erdbeermund“ (Maxi-LP/CD; Culture Beat feat. Jo van Nelsen; CBS Dance Pool; CBS 6554293), „Der Erdbeermund“ (CD; Culture Beat feat. Jo van Nelsen; CBS Dance Pool; CBS 655429 5)
- 1990: „Cherry Lips“ (Englische Version „Der Erdbeermund“; CBS Epic; 6556332), „Les lèvres cerises“ (Französische Version „Der Erdbeermund“; CBS Dance Pool; zus.m. „Cherry Lips“ CBS 6557263)
- 1997: „Die Maiennacht“ (Maxi-CD; Hypnotic Grooves feat. Jo van Nelsen; Epidrome / SONY Music EPD 6644832)
- 1999: „Der Erlkönig“ (auf Doppel-CD „Rosebud Red – Songs of Goethe and Nietzsche“ mit Die Prinzen, Ben Becker, Konstantin Wecker u. a.; Hypnotic Grooves feat. Jo van Nelsen; Mastermind Music, SPV 089-29602 DCD)
- 2002: „Wir richten scharf und herzlich!“ Chansons aus 100 Jahren Kabarett – (CD zum Buch von 2000; mit Sabine Fischmann; jojo-records 003)
- 2006: „GRÜN! – Ein Abend für eine Farbe“ (jojo-records 004)
- 2009: „Was, Dir geht´s gut?“ (jojo-records 005)
- 2012: „Lampenfieber“ – Das Beste aus dem Varieté-Repertoire, Studioaufnahmen mit Band (jojo-records 007)

## Veröffentlichungen
- Jo van Nelsen: Wir richten scharf und herzlich – Chansons aus 100 Jahren Kabarett. Deutscher Taschenbuch Verlag, München 2000, ISBN 3-423-20470-2.